# 塞尔达 (西班牙)
塞尔达，是西班牙巴伦西亚自治区巴伦西亚省的一个市镇。总面积2平方公里，总人口279人（2001年），人口密度140人/平方公里。